# Hotel Splendid Venice
 Lo Splendid Venice è un hotel a 4 stelle a Venezia, ubicato nelle mercerie tra Piazza San Marco e il Ponte di Rialto. L'hotel appartiene da diversi anni al gruppo Starhotels, dispone di 165 camere (di cui 16 suite) e dispone di un pontile privato sul canale per l'accesso in gondola o taxi acqueo.

## Storia
L'hotel fu costruito nel XVI secolo con il nome "Locanda Cappello Nero". Nel 1900 il nome fu cambiato in "Albergo Splendido" e successivamente nel 1930 in "Hotel Splendid". La struttura fu in seguito acquistata dal gruppo Starhotels che rinnovò gli interni nel 2007 ribattezzandolo con il nome "Splendid Venice" hotel.

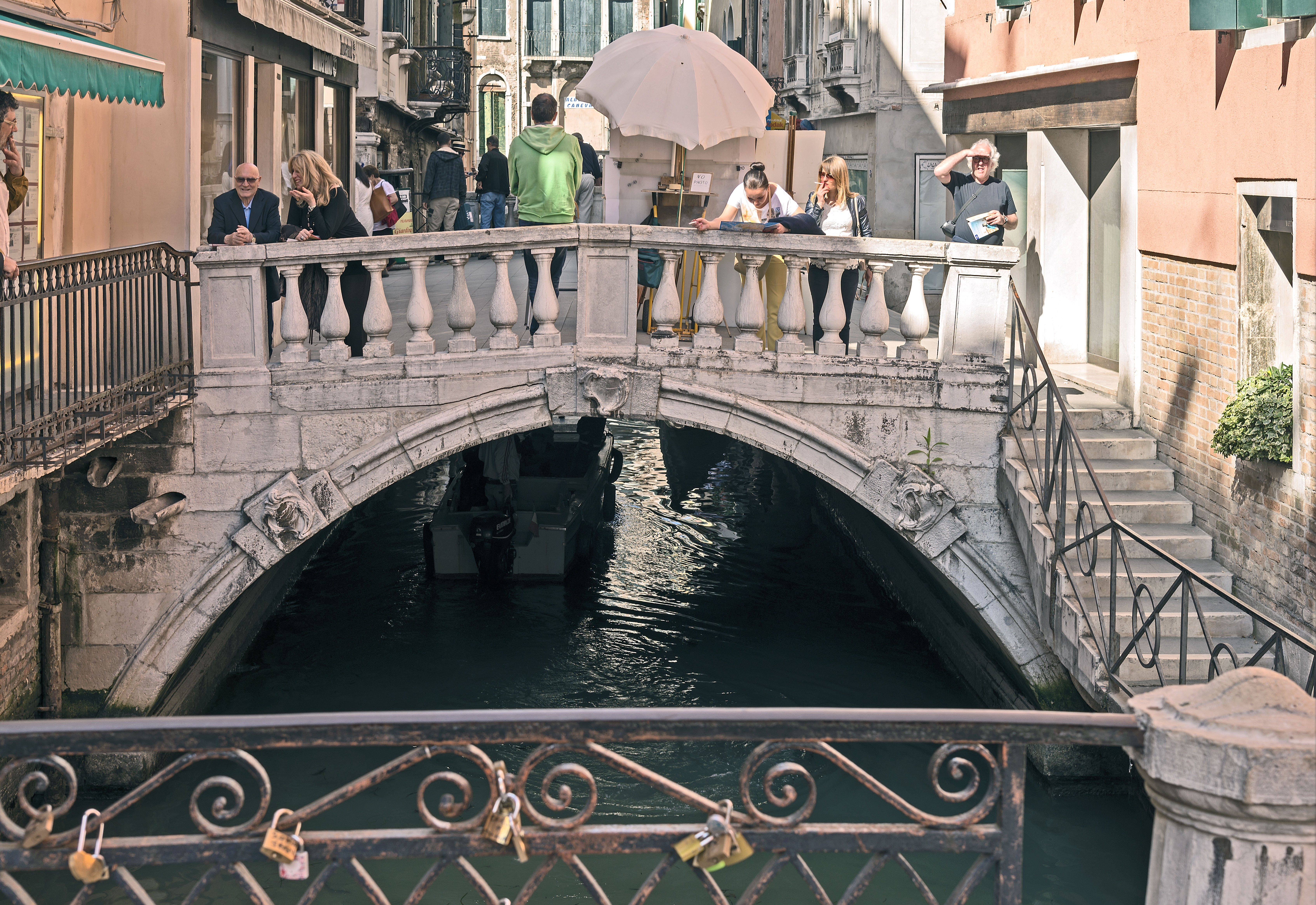
Ponte dei Bareteri davanti all'Albergo

## Strutture
L'albergo dispone di una corte interna coperta da un tetto in vetro. In cima vi è una terrazza panoramica con un bar all'aperto e vista panoramica sul Campanile di San Marco. All'interno vi è anche il ristorante Le Maschere con una sala degli specchi.